# Promethes striatus
Promethes striatus är en stekelart som beskrevs av Dasch 1964. Promethes striatus ingår i släktet Promethes och familjen brokparasitsteklar. Inga underarter finns listade i Catalogue of Life.